# Notocirrus chilensis
Notocirrus chilensis är en ringmaskart som beskrevs av Schmarda 1861. Notocirrus chilensis ingår i släktet Notocirrus och familjen Oenonidae. Inga underarter finns listade i Catalogue of Life.